# Konformationsanalyse
Konformationsanalyse ist in der Chemie die Untersuchung von bevorzugten Konformationen eines Moleküls. Mit der Konformation einer chemischen Verbindung stehen deren chemische und physikalische Eigenschaften in gesetzmäßigem Zusammenhang. Bevorzugt ist gewöhnlich jene Konformation, die den kleinsten Energieinhalt besitzt. Als experimentelle Untersuchungsmethoden zur Feststellung einer bestimmten Konformation eignen sich z. B. Gleichgewichtsbestimmungen, kinetische Messungen sowie UV-, IR-, Raman- und NMR-Spektren, Dipolmessungen und Röntgenstrukturanalysen.